# ドアの向こうでBellが鳴ってた
「ドアの向こうでBellが鳴ってた」（ドアのむこうでベルがなってた）は、飯田圭織の2枚目のシングル。2004年7月28日にアップフロントワークス（地中海レーベル）から発売された。

## 収録曲
- 全曲作詞：三浦徳子／作曲：つんく／編曲：馬飼野康二

1. ドアの向こうでBellが鳴ってた
2. 泣かずにいられない私です
3. ドアの向こうでBellが鳴ってた（Instrumental）